# Coccoloba caracasana
Coccoloba caracasana är en slideväxtart som beskrevs av Meissn.. Coccoloba caracasana ingår i släktet Coccoloba och familjen slideväxter. Inga underarter finns listade i Catalogue of Life.